# Werschbach (Kupfer)
Der Werschbach ist ein knapp einen Kilometer langer Bach anfangs im Landkreis Schwäbisch Hall, später im Hohenlohekreis im nordöstlichen Baden-Württemberg, der etwa einen Kilometer östlich des Dorfes Westernach der Gemeinde Kupferzell von rechts und Südosten in die obere Kupfer mündet.

## Geographie

### Verlauf
Der Werschbach entsteht etwa 1,3 km nordwestlich des Dorfes Übrigshausen der Gemeinde Untermünkheim nahe dem Überhauhölzle. Auf etwa 368 m ü. NHN beginnt an einem einsam stehenden Baum ein Graben inmitten einer recht flachen Talmulde, der neben einem Feldweg zunächst nordwestwärts läuft.
Nach etwa 150 Metern mündet von rechts auf etwa 362 m ü. NHN ein unbeständig wasserführender Graben aus dem Überhauhölzle zu, der teilweise der Trasse der ehemaligen Haller Landheeg folgt und der sogar länger, aber einzugsgebietsärmer ist als der linke Quellbach bis dorthin.
Während der nächsten 350 Meter längs des Feldweges grenzt an den Werschbach rechtsseits das Feldgewann Werschbach an. Der Bachgraben wendet sich an der Seite des Weges nach Westen, bis er an dessen Einmündung in die Straße von Brachbach zur K 2364 Bauersbach–Westernach diese Straße unterquert und ab dort auf der Westernacher Teilgemarkung von Kupferzell wieder nordwestwärts läuft. Ab der Straßeneinmündung in die Kreisstraße folgt er letzterer noch ein kleines Stück westwärts. Dann fließt er an der Oberseite von deren Flussbrücke von rechts und auf etwa 343 m ü. NHN in die obere Kupfer ein.
Der Werschbach mündet nach 0,9 km langem Lauf mit mittlerem Sohlgefälle von etwa 28 ‰ rund 25 Höhenmeter unterhalb seines Grabenbeginns.

### Einzugsgebiet
Der Werschbach hat ein ca. 0,8 km² großes Einzugsgebiet, das naturräumlich Teil der  Kupferzeller Ebene und Kocheneck im Unterraum Westliche Hohenloher Ebene der Hohenloher und Haller Ebene ist. Der mit wenig über 395 m ü. NHN höchste Punkt liegt am Südrand des Einzugsgebietes in den Boppenäckern westlich von Brachbach. Auf rund einem ein Zehntel davon steht Wald, nämlich das Überhauhölzle an der nordöstlichen Wasserscheide, der weit überwiegende offene Teil ist von großen flurbereinigten Äckern bedeckt. Besiedlung gibt es keine. Etwa die Hälfte des Laufes und ein noch größerer Anteil des Einzugsgebietes liegt in der Teilgemarkung Übrigshausen der Gemeinde Untermünkheim im Landkreis Schwäbisch Hall, der übrige Lauf und das übrige mündungsnahe Einzugsgebiet in der Teilgemarkung Westernach der Gemeinde Kupferzell im Hohenlohekreis.
Jenseits der nordöstlichen und östlichen Wasserscheide liegt Einzugsgebiet des Waschbachs, des nächsten rechten Zuflusses der Kupfer, jenseits der südwestlichen das des Richtbachs, der oberhalb des Weschbachs in diese einfließt.

### Zuflüsse
- (Bach aus dem Überhauhölzle), von rechts und Osten auf etwa 362 m ü. NHN[LUBW 1] etwa 150 Meter nach dem Grabenbeginn des Werschbachs, ca. 0,4 km[LUBW 4] und unter 0,2 km².[LUBW 3] Entsteht am Ostrand des Überhauhölzles auf etwa 373 m ü. NHN.[LUBW 1] Der linke Ast des Werschbachs hat am Zufluss schon ein über 0,3 km²[LUBW 3] großes Einzugsgebiet angesammelt.

## Geologie
Das ganze Einzugsgebiet liegt in Schichthöhe des Lettenkeupers (Erfurt-Formation), der im Südosten im obersten Einzugsgebiet Brachbach zu Lösssediment aus quartärer Ablagerung überdeckt ist. Der Werschbach und seine zwei Quellbäche laufen jeweils in der Mitte eines holozänen Schwemmlandstreifens.
Im unteren Einzugsgebiet wurde im 18. und 19. Jahrhundert Lettenkeuper bergmännisch abgebaut, um aus dem in geringem Maße enthaltenen Pyrit Vitriol und Alaune herzustellen. In der Natur sind heute keine Restspuren des Abbaus mehr zu erkennen.

## Natur und Schutzgebiete
Der Werschbach  fließt auf ganzer Länge in kahlen Gräben neben einem Feldweg und zwei Straßen zwischen den umgebenden Feldern. Ein einziger Baum steht nahe dem Grabenbeginn.
Zwei Randstreifen des Überhauhölzes in Nachfolgebiotopen der ehemaligen Haller Landheeg stehen als Naturdenkmale unter Schutz. Der weit überwiegende Teil des Einzugsgebietes liegt im Wasserschutzgebieten.

### LUBW
Amtliche Online-Gewässerkarte mit passendem Ausschnitt und den hier benutzten Layern: Lauf und Einzugsgebiet des Werschbachs

Allgemeiner Einstieg ohne Voreinstellungen und Layer: Daten- und Kartendienst der Landesanstalt für Umwelt Baden-Württemberg (LUBW) (Hinweise)
1. 1 2 3 4 5  Höhe nach dem Höhenlinienbild auf dem Hintergrundlayer Topographische Karte.
2. ↑  Länge nach dem Layer Gewässernetz (AWGN).
3. 1 2 3  Einzugsgebiet abgemessen auf dem Hintergrundlayer Topographische Karte.
4. ↑  Länge abgemessen auf dem Hintergrundlayer Topographische Karte.
5. ↑  Schutzgebiete nach den einschlägigen Layern, Natur teilweise nach dem Layer Geschützte Biotope.

### Andere Belege
1. 1 2  Das
  - Meßtischblatt 6824 Hall von 1930 in der Deutschen Fotothek

beschriftet den Lauf in Blau mit Werschbach.
2. ↑  Wolf-Dieter Sick: Geographische Landesaufnahme: Die naturräumlichen Einheiten auf Blatt 162 Rothenburg o. d. Tauber. Bundesanstalt für Landeskunde, Bad Godesberg 1962. → Online-Karte (PDF; 4,7 MB)
3. ↑  Geologie nach den Layern zu Geologische Karte 1:50.000 auf: Mapserver des Landesamtes für Geologie, Rohstoffe und Bergbau (LGRB) (Hinweise)
4. ↑  Das
  - Meßtischblatt 6824 Hall von 1930 in der Deutschen Fotothek

hat einen Eintrag Verl. Bergwerk an einem Haldensymbol unmittelbar linksseits des Unterlaufs.